# Lowell Observatory Near-Earth-Object Search
Lowell Observatory Near-Earth-Object Search (LONEOS) was een Amerikaans project om kometen, planetoïden en dan vooral aardscheerders te vinden. Het project, dat financieel ondersteund werd door NASA, werd geleid door Ted Bowell van het Lowell-observatorium in Flagstaff, Arizona. Het LONEOS-project begon in 1993 en duurde tot februari 2008.

## Hardware
LONEOS, gebruikte een 0,6-meter doorsnede f/1.8 Schmidt telescoop, die ze in 1990 hadden weten te krijgen van Ohio Wesleyan University, en een 16 megapixel CCD detector. Hierdoor had men een zichtveld van 2,88 bij 2,88 graden. Per nacht kon het ongeveer 1.000 vierkante graden aan zichtveld observeren (vier keer observeren). Dit komt neer op de volledige, op een enkel moment, zichtbare ruimte in ongeveer 1 maand tijd. Planetoïden zijn gevonden tot een visuele magnitude van 19,8 maar de minimale limiet nodig voor observatie was 19,3. 

## Techniek
Planetoïden werden gevonden door vier observaties van hetzelfde stuk hemel te doen, met een interval van 15 tot 30 minuten. Deze vier afbeeldingen werden dan met computers verwerkt om bewegende planetoiden te lokaliseren. Hier kwam meestal nog een persoon aan te pas in verband met artifacten.
De positie van de observatie werd doorgegeven aan het Minor Planet Center (MPC) die deze weer doorgaf aan de wetenschappelijke gemeenschap. Potentiële observaties van planetoïden werden relatief snel doorgegeven, zodat andere observatoren de kans hadden om nog dezelfde nacht verdere observaties van dit object te doen. 
De telescoop kon in principe volautomatisch werken en een gehele nacht observaties doen zonder menselijke interventie. Echter in de praktijk bleek het nodig dat iemand de observaties beoordeelde om artefacten uit te sluiten van daadwerkelijke observaties, zodat deze observaties zo snel mogelijk doorgegeven konden worden. 

## Ontdekkingen

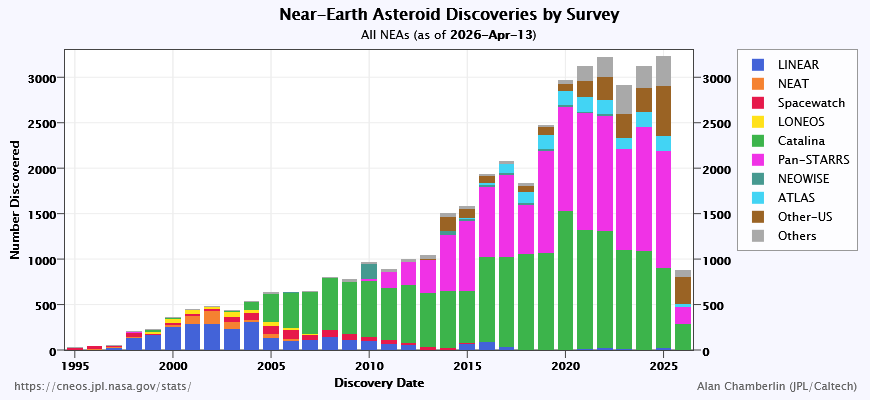
het aantal aardscheerders dat door verschillende projecten gevonden is tussen 1995-2012 (LONEOS - geel)

De tabel hieronder geeft de observaties weer van LONEOS per jaar. Hierbij gaat het ook om observaties van reeds eerder ontdekte objecten. Om de kwaliteit en compleetheid van de observaties te beoordelen werd vergeleken met het aantal gevonden objecten groter dan 1 kilometer in doorsnede. Bij enkele vakjes staan daarom twee cijfers. Het getal achter de slash (/) geeft objecten weer groter dan 1 kilometer in doorsnede.
| Jaar  | Aantal planetoïden | NEAs   | PHAs | Atens | Apollos | Amors  | Kometen |
| ----- | ------------------ | ------ | ---- | ----- | ------- | ------ | ------- |
| 1998  | 122550             | 7/4    | 0    | 0/0   | 3/2     | 4/2    | 1       |
| 1999  | 128220             | 14/7   | 5    | 2/2   | 6/3     | 6/2    | 6       |
| 2000  | 271237             | 38/10  | 4    | 3/0   | 18/5    | 17/5   | 6       |
| 2001  | 626976             | 42/11  | 9    | 4/0   | 17/4    | 21/7   | 7       |
| 2002  | 407064             | 21/4   | 3    | 3/1   | 9/0     | 9/3    | 3       |
| 2003  | 720528             | 54/10  | 17   | 5/1   | 26/3    | 23/6   | 2       |
| 2004  | 716152             | 39/4   | 9    | 5/0   | 22/4    | 12/0   | 4       |
| 2005  | 820609             | 42/4   | 8    | 6/0   | 15/1    | 21/3   | 8       |
| 2006  | 679927             | 19/1   | 2    | 0/0   | 11/1    | 8/0    | 2       |
| 2007  | 630469             | 12/0   | 2    | 2/0   | 4/0     | 6/0    | 3       |
| 2008  | 88953              | 1/0    | 0    | 0/0   | 1/0     | 0/0    | 0       |
| Total | 5212685            | 289/55 | 59   | 30/4  | 131/23  | 127/28 | 42      |

## LONEOS medewerkers
Lowell medewerkers:
- Edward Bowell: Belangrijkste onderzoeker
- Bruce Koehn: Computer programmering
- Brian Skiff, Bill Ferris, Mike Van Ness, Shawn Hermann: Professionele observatoren
- Christopher Onken, Jennifer Palguta, Wendy Kelly, Jason Sanborn, Thomas Grimstad, Lori Levy, Robert Cash, George Bliss, James Ashley: Vrijwillige observatoren

Overige medewerkers:
- Steve Howell, WIYN/NOAO: CCD performance modeling
- Karri Muinonen, Universiteit van Helsinki: Asteroid detection modeling